# Abdij van Mont-Saint-Martin

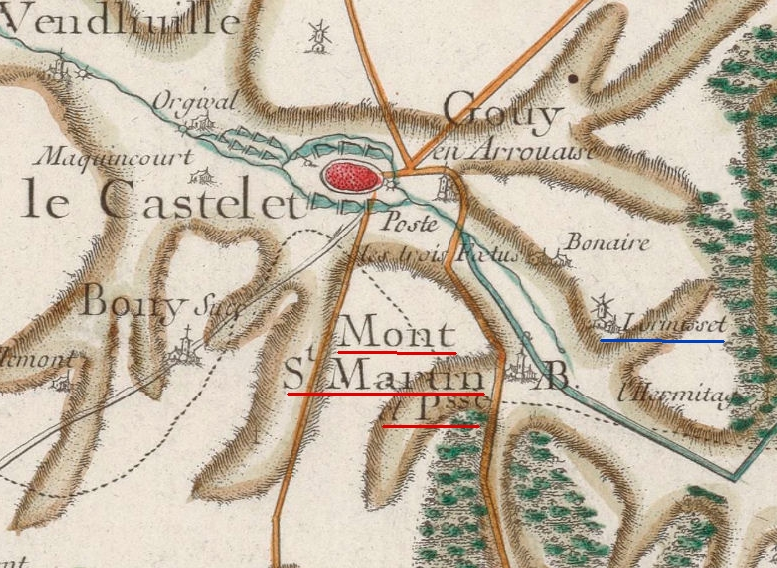

De Abdij van Mont-Saint-Martin (Frans: Abbaye du Mont-Saint-Martin) is een voormalige abdij van de Premonstratenzers in Gouy in het departement Aisne in Frankrijk. De abdij werd rond 1134 opgericht. In 1201 schonk ridder Guillaume Grébert gronden voor de abdij. De monniken kwamen uit Ieper en stonden onder leiding van een abt uit Veurne. In de Sint-Maartensabdij woonden tot 500 monniken. De abdij haalde opbrengsten uit de eigen parochie maar ook uit vele bezittingen daarbuiten (Bony, Beaurevoir, Montbrehain). De abdij bezat ook een tijd het patronaatsrecht over de kerken van Strijpen (waar ze een priorij hadden en Molen Van den Borre oprichtten), Erwetegem, Grotenberge, Sint-Goriks-Oudenhove en Zottegem. De abdijgebouwen werden na de Franse Revolutie onder de Eerste Franse Republiek vernield in 1793 en in de 19e eeuw gedeeltelijk heropgebouwd; ze raakten opnieuw beschadigd tijdens de Eerste Wereldoorlog in september en oktober 1918. De abdijgebouwen werden als 'monument historique' beschermd in 1992. 
Bij het abdijdomein ligt de bron van de Schelde; de bron komt uit de heuvel tevoorschijn door een Romaanse boog. De bron bevindt zich tussen hoge bomen in een gemetselde nis die door de Vlaamse monniken werd aangebracht in de dertiende eeuw. Een gedenkplaat in het Latijn vermeldt de heilige abdijgrond: Schelde, kristalheldere bron, gezegend is uw bestemming. Opborrelend uit een heilige grond, bevloeit en verrijkt gij de edele Nederlanden, en vele en beroemde steden kussend, treedt gij met grootse tred in het rijk der waternimfen . Het domein was voor de helft in het bezit van de European Shipping Press Association, de Belgische vereniging van maritieme journalisten en publicisten, die het in 1985 kocht. Deze droeg haar aandeel begin 2009 over aan het Gemeentelijk Havenbedrijf Antwerpen. De andere helft van het domein is in handen van het gemeentebestuur van Gouy.

## Afbeeldingen

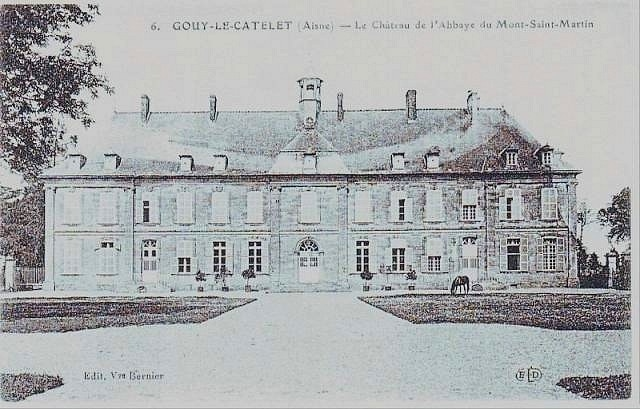
Ansichtkaart van de abdij van voor 1914
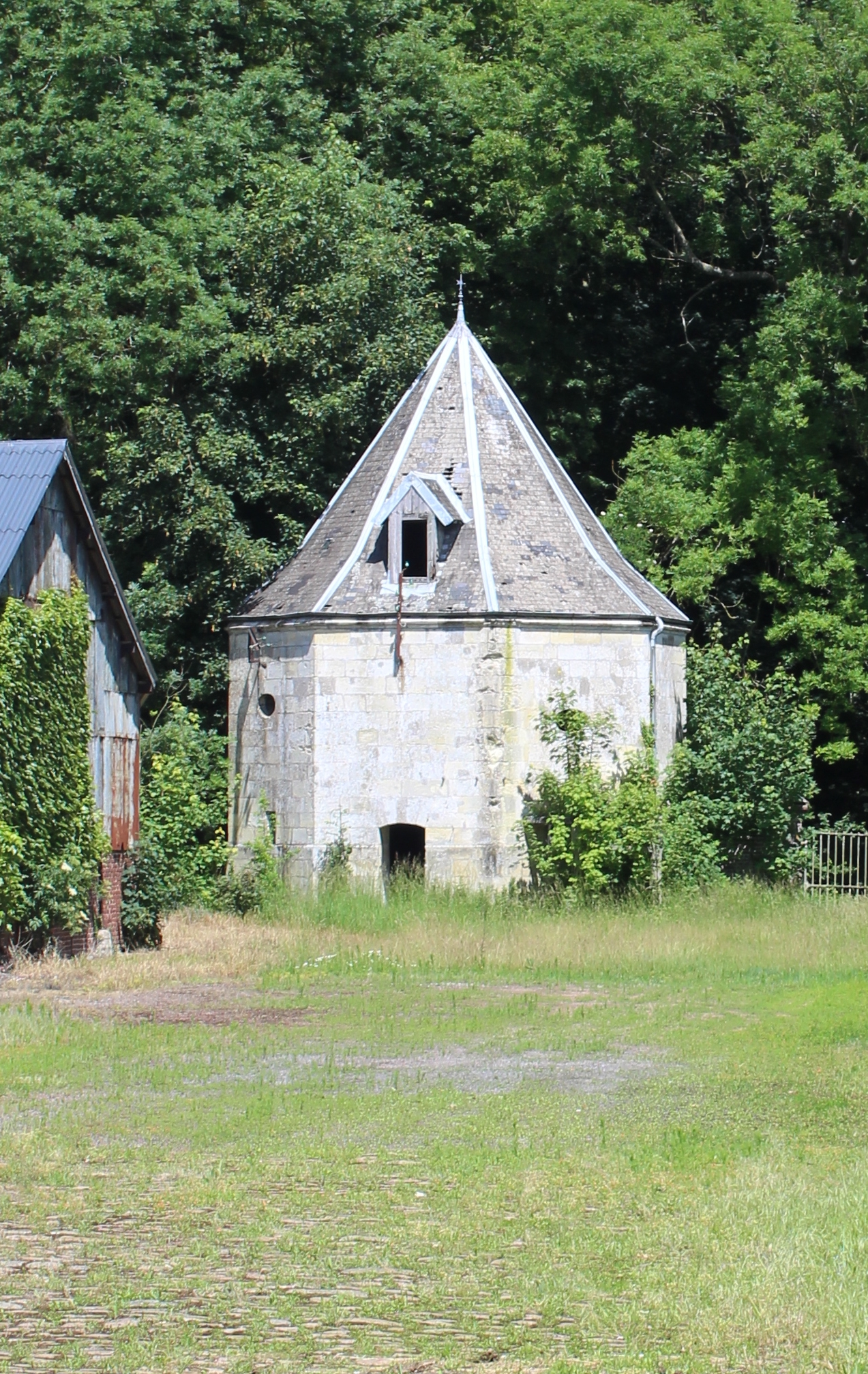
Stenen toren, overblijfsel van de abdij
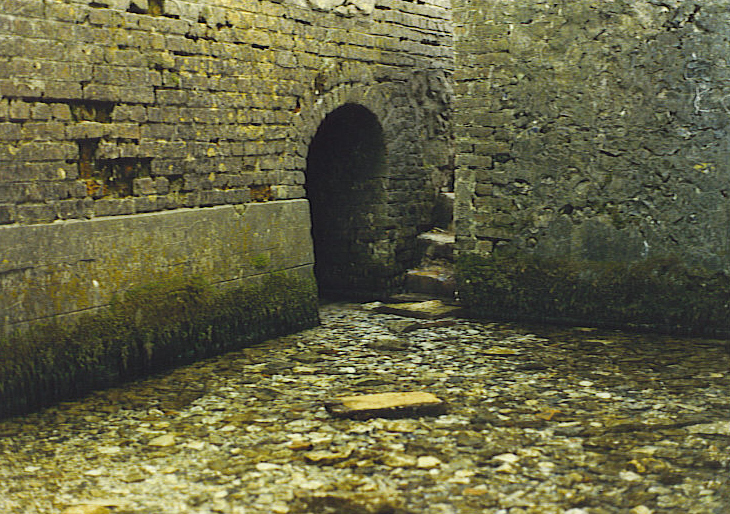
Bron van de Schelde sinds dertiende eeuw